# ダブル8

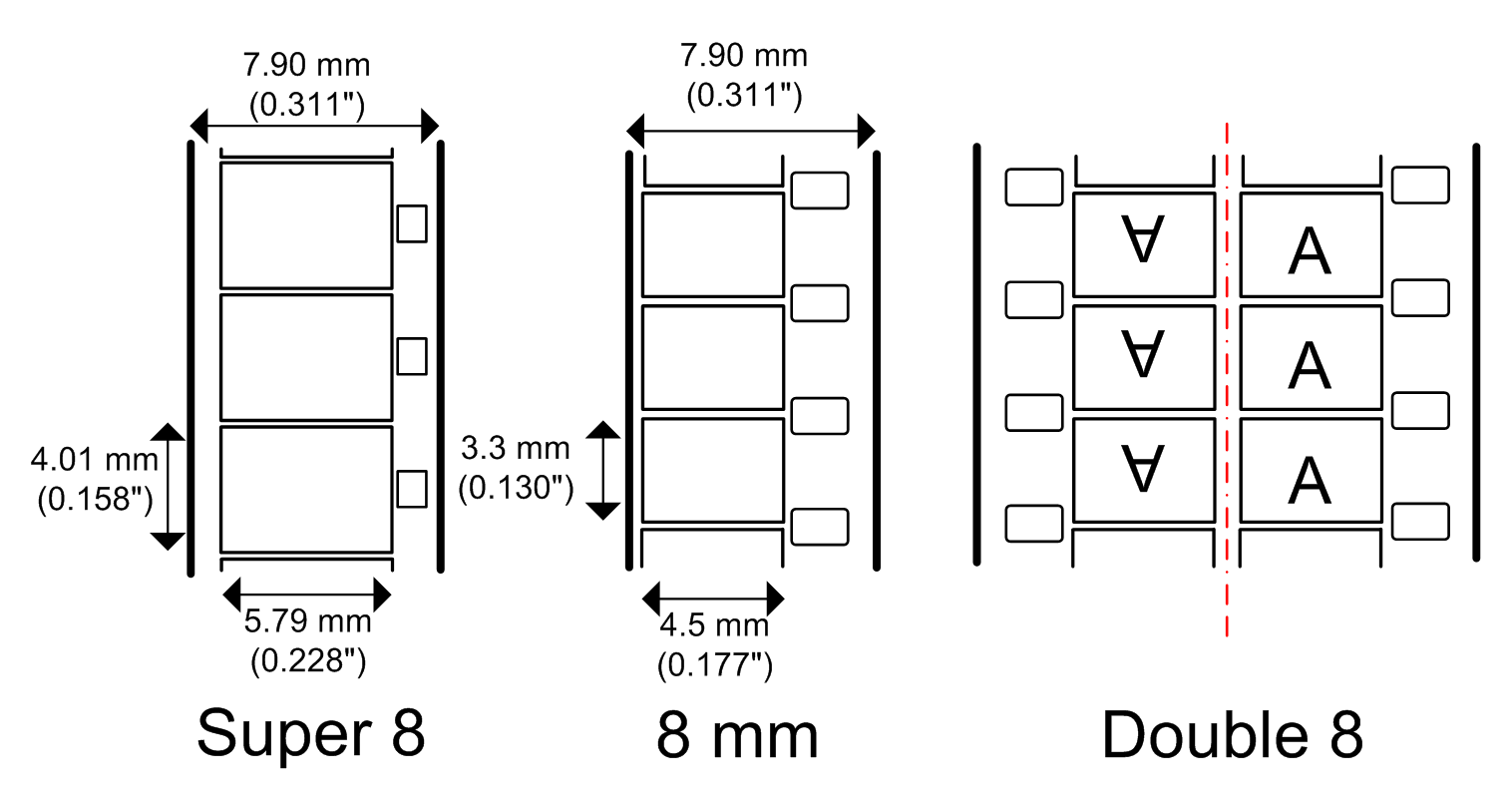
ダブル8とスーパー8の違い。右側のように16mmフィルムに2つのタイムラインを撮影し、現像後に分離するのがダブル8である。

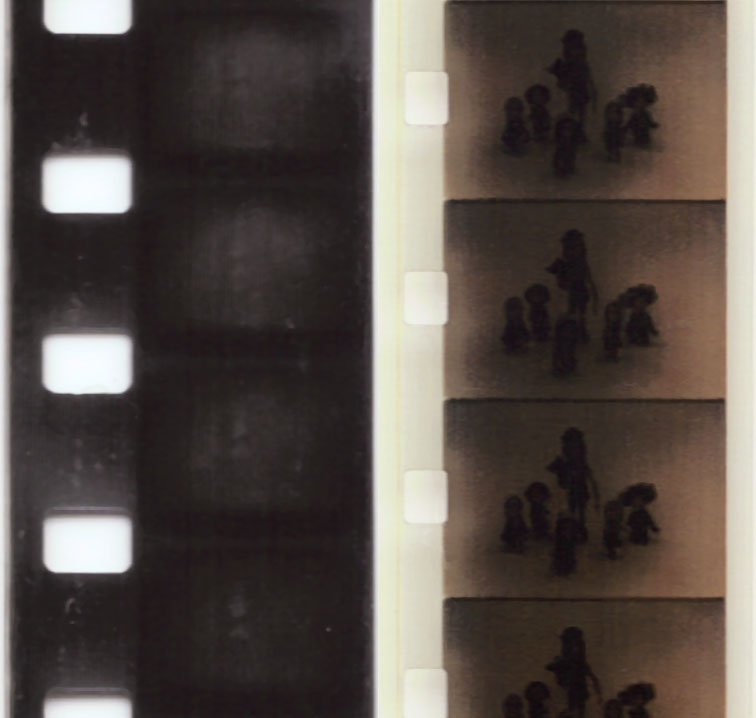
左ダブル8の上映用フィルム、右スーパー8。

ダブル8（ダブルエイト、英語: Double 8）は、スーパー8およびシングル8規格が登場する以前（1965年以前）から存在した、8mm幅の上映用フィルムを用いる小型映画規格のレトロニムである。1932年（昭和7年）にコダックが初めて発表した当初には、シネコダック8（シネコダックエイト、英語: Ciné-Kodak 8）と呼ばれた規格であり、その後もたんに「8mmフィルム」と呼ばれた。撮影用には特殊な16mmフィルムを使用し、左右片側ずつを撮影し、現像後に縦に分離して、上映用の8mmフィルムを取る方式である。
アメリカ合衆国ではレギュラー8（レギュラーエイト、英語: Regular-8）およびレギュラー8mmフィルム（レギュラーはちミリフィルム、英語: Regular 8 mm film）、イギリスではスタンダード8（スタンダードエイト、英語: Standard-8）およびスタンダード8mmフィルム（スタンダードはちミリフィルム、英語: Standard 8 mm film）とも呼び、ドイツ等ヨーロッパ諸国ではノーマル8（ノーマルエイト、英語: Normal-8）とも呼ばれ、日本語においてもそれに対応する。

## 略歴・概要

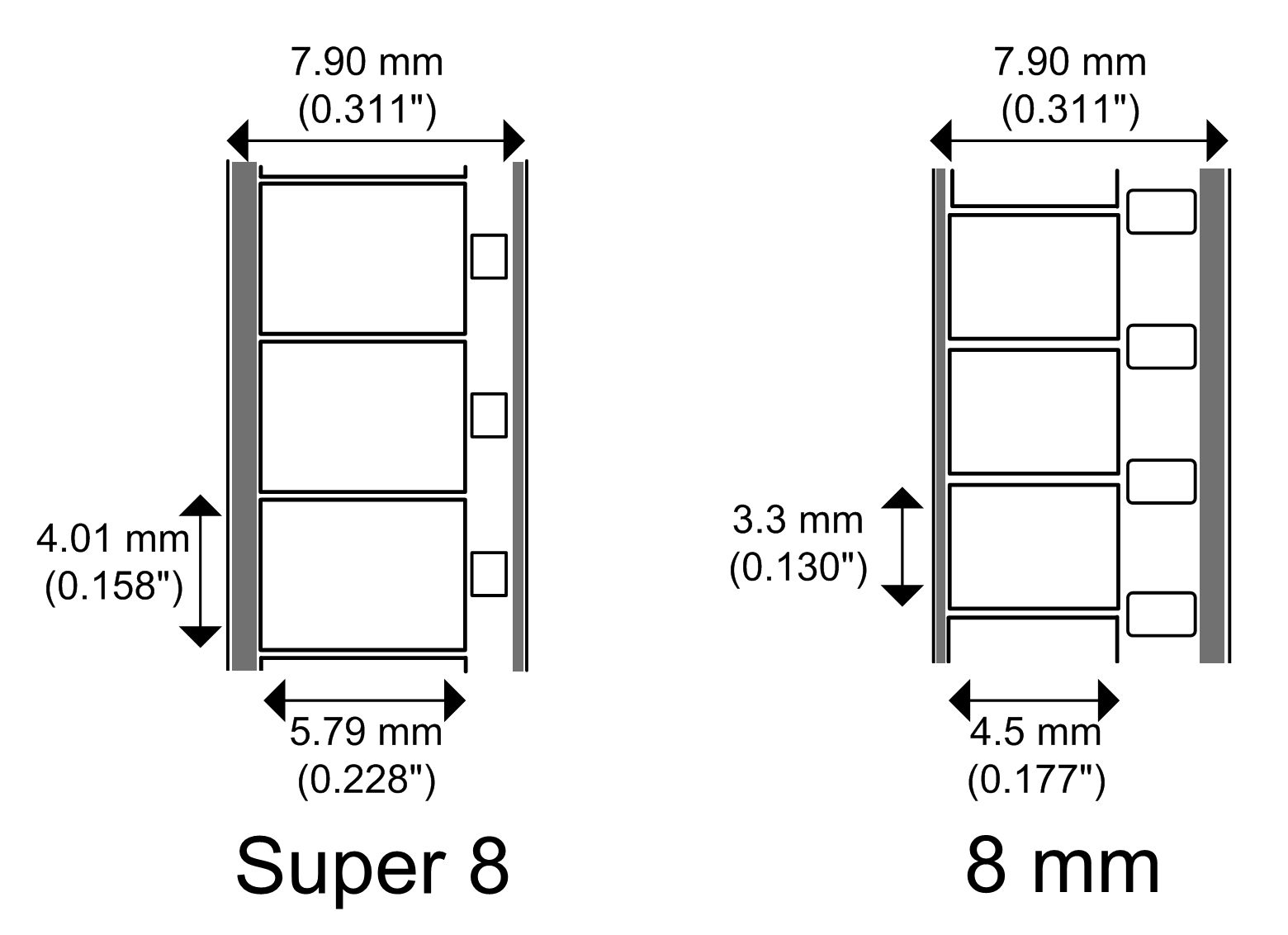
左スーパー8、右ダブル8の上映用フィルム。穴の大きさ、画面の大きさがそれぞれ異なる。灰色の線がサウンドトラックであり、その位置も異なる。

このフォーマットは、1932年（昭和7年）にコダックが開発した「シネコダック8」として始まった。1923年（大正12年）に同社が導入した規格である「16mmフィルム」（シネコダック）よりも安価、かつよりポータブルな規格として開発されたものである。
ダブル8用の生フィルムは、16mm幅のフィルムである。16mmフィルムと同一サイズのスプロケットホールを使用し、両サイドに沿って倍の数の穴が空けられている。撮影する場合は、ダブル8用の撮影機にスプール巻きで充填し、フィルムの片側を露光させる。片側が撮り終わった時点で、もう片側を撮影できるように充填しなおし、もう片側を露光させる。現像後、フィルムを縦に裁断して2分し、1フレーム4.37mm×3.28mmサイズの画面を持つ8mm幅の上映用フィルムができあがる仕組みである。ダブル8フィルムのスプールサイズは、25フィートの長さ用で、現像後には50フィートの上映用フィルムになる。通常の撮影・上映速度は秒間16コマ、上映時間は約4分である。
「シネコダック8」、のちにダブル8と呼ばれるこの企画は、発表とともに成功を収めたが、スプールを一度撮影機から取り外しひっくり返す作業が必要だという往復撮影の手順には、多くの問題が残った。この手順は経験の浅いユーザにとっては曲芸的なもので、フィルムの端に曇りが入るのを防ぐために、直射日光を避けて行う必要があった。さらに、撮影・現像・裁断を終えて完成した上映用フィルムの途中、6フィート分については、往復入れ換え部分を中心として、バースト的に露光してしまうのが特徴である（編集作業によって、露光したコマを除去した場合を除く）。
1960年代初頭には、秒間18コマでの撮影・上映の新基準が導入され、撮影機・映写機には速度チェンジができる機種が現れた。
1965年（昭和40年）には、コダックがスーパー8、富士フイルムがシングル8という新規格を発表した。いずれもフレームサイズが従来よりも50％拡大し、いずれもカートリッジに8mmフィルムがあらかじめ充填されており、撮影機にカートリッジを入れるだけで済む手軽なものであり、ダブル8が必要とした往復撮影のための作業を廃した新規格であった。従来の「8mmフィルム」のフォーマット、すなわちダブル8の地位は、急速にスーパー8に取って代わられた。
もちろんダブル8にも利点はある。ダブル8においては、カメラに付属する部品であったフィルム圧板が、スーパー8においては、カートリッジに付属する形式になったことで、画像の安定度が落ちている。シングル8の圧板は、ダブル8同様にカメラ側の付属部品である。ダブル8撮影機の高級機では、フィルムの逆回転が可能であり、単純に多重露光やディゾルヴが行えるが、これはスーパー8では不可能である。シングル8でも逆回転は可能である。スーパー8ではスプロケットホールを縮小することで、画面サイズを拡大したが、その反面、フィルムが裂けやすくなってしまった。シングル8では、ポリエステル製の強度の大きいフィルムを使用しており、この点についてもクリアしている。

## 撮影機

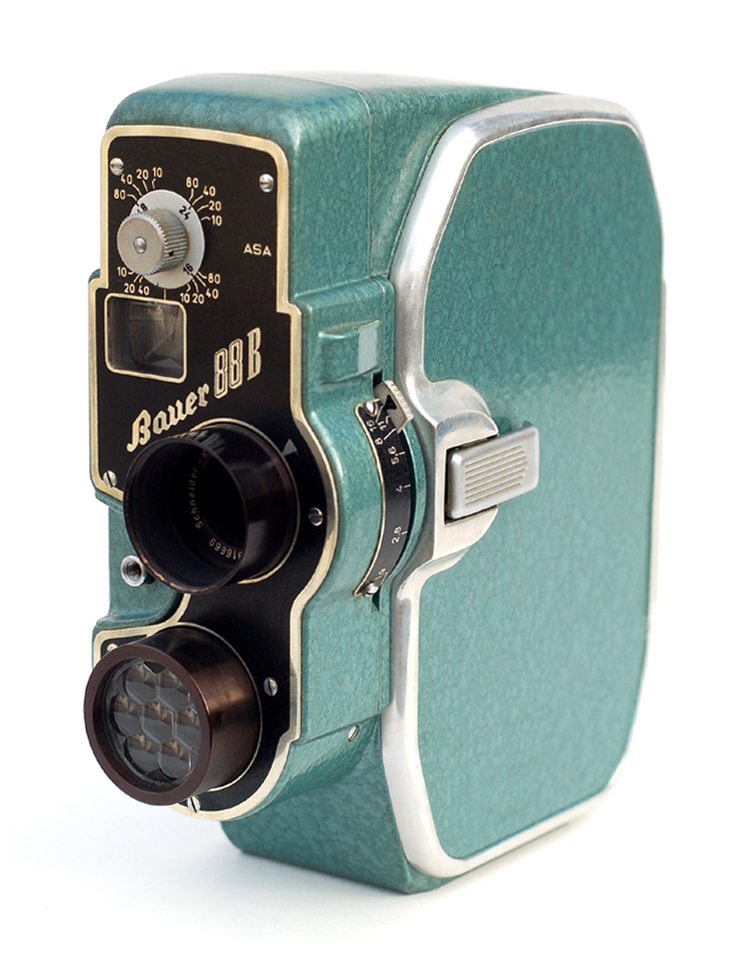
バウアー88B。

16mmフィルム用撮影機「シネコダック」のハーフカメラ的な新製品「シネコダック8」として生まれた、ダブル8規格のための撮影機は、その後、ボレックスが1938年（昭和13年）に「ボレックスH-8」、1942年（昭和17年）に「ボレックスL-8」を発売、16mmフィルム用撮影機を製造してきたカメラメーカーが、それに平行してこの小型映画の新規格に対応し始めた。コダックのブローニーエイト、キーストン撮影機、ベル&ハウエル、ドイツのバウアー等が製品を製造販売した。日本製のダブル8撮影機は、1955年（昭和30年）、瓜生精機の「シネマックス8」、エルモ社の「エルモ8A」であった。
1956年（昭和31年）、ベル&ハウエルが自動露出を初めて組み込んだダブル8用撮影機「エレクトリック・アイ200」を発表する。1964年（昭和39年）に日本のエルモ社が発表したエルモズーム8-TLは、電動式ズームレンズ、自動露出、専用マガジンによって従来の25フィートを4倍する、100フィート撮影を可能にした。

## 映写機
コダックのほかにも、日本のエルモ社が、早くも新規格がスタートした翌年の1933年（昭和8年）に専用映写機「隼号」、16mmフィルムおよび9.5mmフィルムとの兼用映写機「躍進号」を発売している。米国のベル&ハウエルも、1934年（昭和9年）に新しい映写機を導入したが、これは同社が同年発表した、生フィルムの段階ですでに8mm幅に裁断されているストレート8というフィルムのための撮影機「フィルモ (撮影機)・ストレートエイト」のためのものである。
2008年（平成20年）、新製品として製造・販売された大人の科学製品版「8ミリ映写機」は、スーパー8、シングル8のみならず、ダブル8の現像済みフィルムも映写可能である。

## フィルム

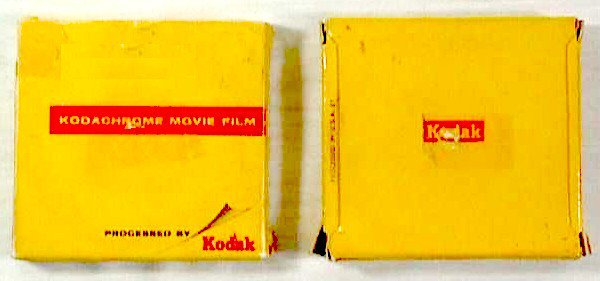
コダックのダブル8用のフィルム、生産終了品。

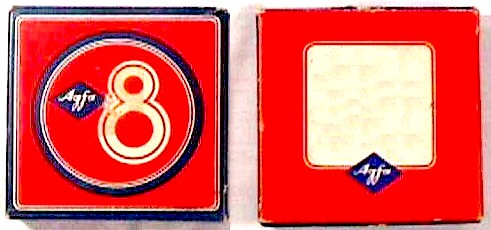
アグフア（現在のアグフア・ゲバルト）のモヴェックス撮影機用のフィルム、生産終了品。

かつてはコダックをはじめ多くのフィルム製造会社が製品を製造販売していたが、1990年代にコダックが製造を終了して以降は、製造販売する企業も製品も限られている。日本ではレトロエンタープライズが販売を行っている。
現行製品
- ヴィットナークローム100D - カラーリバーサルフィルム（原反エクタクローム（英語版）100D）、ヴィットナー・シネテック
- ヴィットナークロームV50D - カラーリバーサルフィルム（原反ベルビア50プロフェッショナル）、ヴィットナー・シネテック
- ヴィットナークロームF64T - カラーリバーサルフィルム（原反フジクロームT64プロフェッショナル）、ヴィットナー・シネテック
- ヴィットナーB&W 54 - 白黒リバーサルフィルム（原反ORWO UN54）、ヴィットナー・シネテック
- ヴィットナーTXR 200 - 白黒リバーサルフィルム（原反コダックトライX（英語版））、ヴィットナー・シネテック
- ヴィットナーPXR 100 - 白黒リバーサルフィルム（コダックプラスX）、ヴィットナー・シネテック
- シネクローム100D - カラーリバーサルフィルム（原反エクタクローム100D）
- シネクローム50D - カラーリバーサルフィルム（原反ベルビア50プロフェッショナル）
- スーパーシネX - 白黒リバーサルフィルム（コダックプラスX）
- フォマパンR100 - 白黒リバーサルフィルム、フォマ・ボヘミア

## 現像
コダックはダブル8についての純正現像を終了している。米国のドウェインズ・フォト、ドイツのヴィットナー・シネテック、アンデック・フィルムテヒニック等、多くの現像場が、2012年1月現在も現像を行っている。
日本国内においてはレトロエンタープライズがカラーリバーサル、白黒リバーサル共に現像を行っている。